# Estremera
Estremera ist eine Ortschaft und eine zentralspanische Gemeinde (municipio) mit 1.467 Einwohnern (Stand: 2024) in der Autonomen Region Madrid.

## Lage und Klima
Der Ort Estremera liegt in der Kastilischen Hochebene (meseta) rund 70 Kilometer südöstlich von Madrid in einer Höhe von ca. 640 m. Durch die Gemeinde führt der Pilgerweg Camino de Uclés.
Der Fluss Tajo durchquert die Gemeinde in westöstlicher Richtung. Das Klima ist im Winter rau, im Sommer dagegen gemäßigt bis warm; Regen (ca. 534 mm/Jahr) fällt mit Ausnahme der Sommermonate übers Jahr verteilt.
Im Gemeindegebiet liegt das 2008 in Betrieb genommene Gefängnis Centro Penitenciaro Madrid VII für ca. 1500 Gefangene. Das Gefängnis war mehrfach Gegenstand der Diskussion aufgrund von Übergriffen auf Gefangene.

## Bevölkerungsentwicklung
| Jahr      | 1970 | 1981 | 1991 | 2001 | 2011 | 2021 |
| Einwohner | 1442 | 1108 | 1056 | 1050 | 1415 | 1381 |

## Sehenswürdigkeiten
- Marienkirche (Iglesia de Nuestra Señora de los Remedios), im 16. Jahrhundert erbaut, Denkmal (Bien de interés cultural/monumento histórico-artístico)

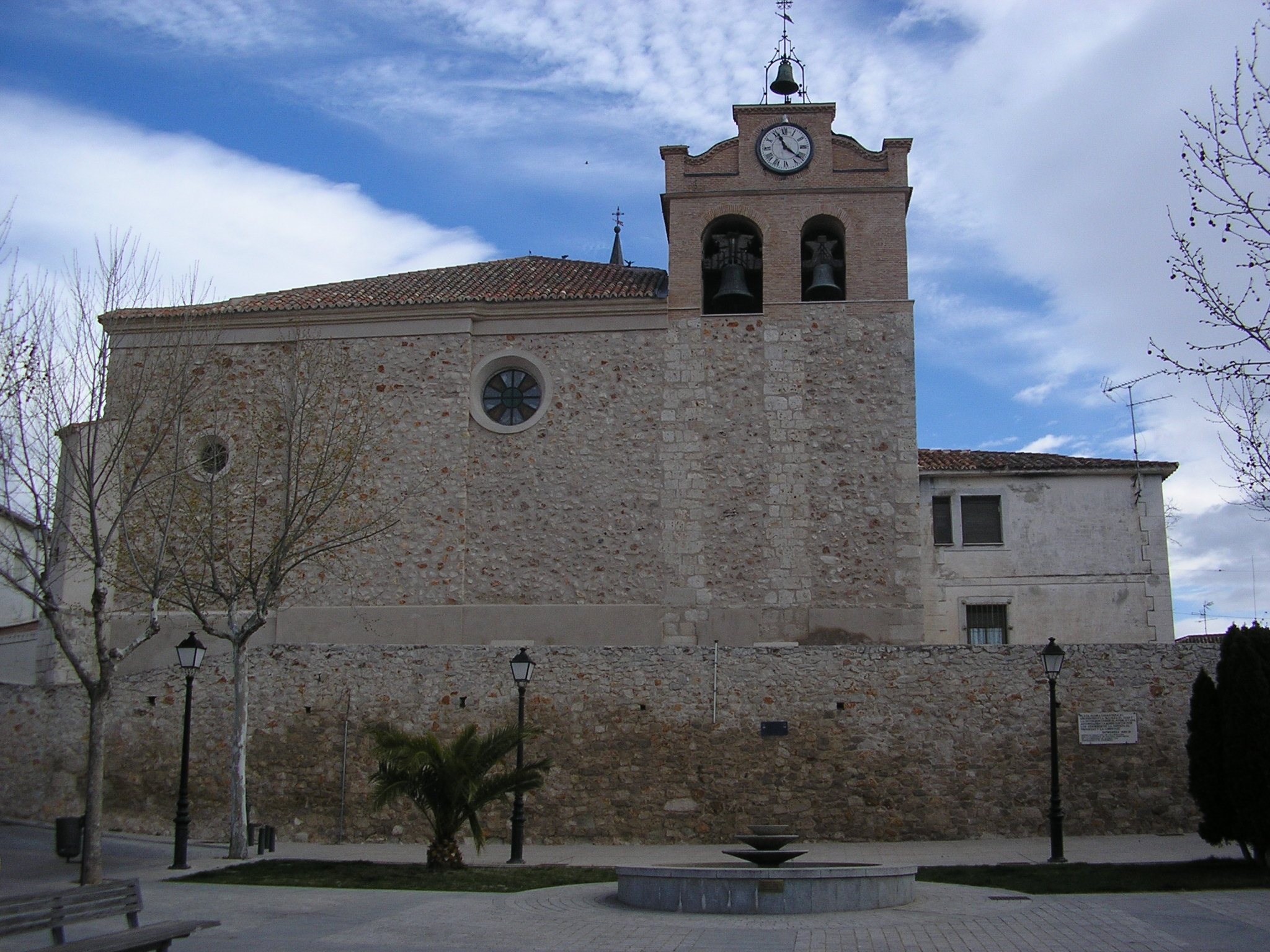
Kirche